# Pseudowigorczyk lucernowiec
Pseudowigorczyk lucernowiec (Rophitoides canus) – gatunek pszczół z rodziny smuklikowatych, zaliczany do pszczół samotnic. Występuje w Europie i Azji, od Francji na zachodzie po Mongolię i Chiny na wschodzie.
Jedyny polski przedstawiciel rodzaju Rophitoides. Od blisko spokrewnionych i podobnych wigorczyków (Rophites), do których czasami jest zaliczany, różni się brakiem kolców z przodu głowy u samic oraz kształtem szóstego sternitu u samców. Nazwa łacińska rodzaju Rophitoides oznacza „podobny do Rophites”, epitet gatunkowy canus natomiast – „szary, siwy”, co nawiązuje do koloru owłosienia.
Gatunek gnieździ się w ziemi, często tworząc duże agregacje gniazd. Główny tunel ma 3-3,5 mm średnicy i schodzi pionowo w dół, ma odchodzące od niego boczne korytarze. Na ich końcu znajdują się komórki gniazdowe, ułożone pojedynczo lub po kilka w grupie. Po ukończeniu budowy komórek samica zasypuje prowadzący do niej boczny korytarz. Komórki gniazdowe są ułożone długą osią w poziomie i mogą znajdować się między 8 a 30 cm pod ziemią. Larwy przędą kokon, ich ciało wewnątrz kokonu jest pokryte błyszczącą substancją, prawdopodobnie mającą zapobiegać utracie wody.
Specjalista pokarmowy, samice zbierają pyłek z roślin motylkowych, głównie lucerny. Dorosłe osobniki latają w od czerwca do sierpnia.